# Тюлений питомник (Питербюрен)

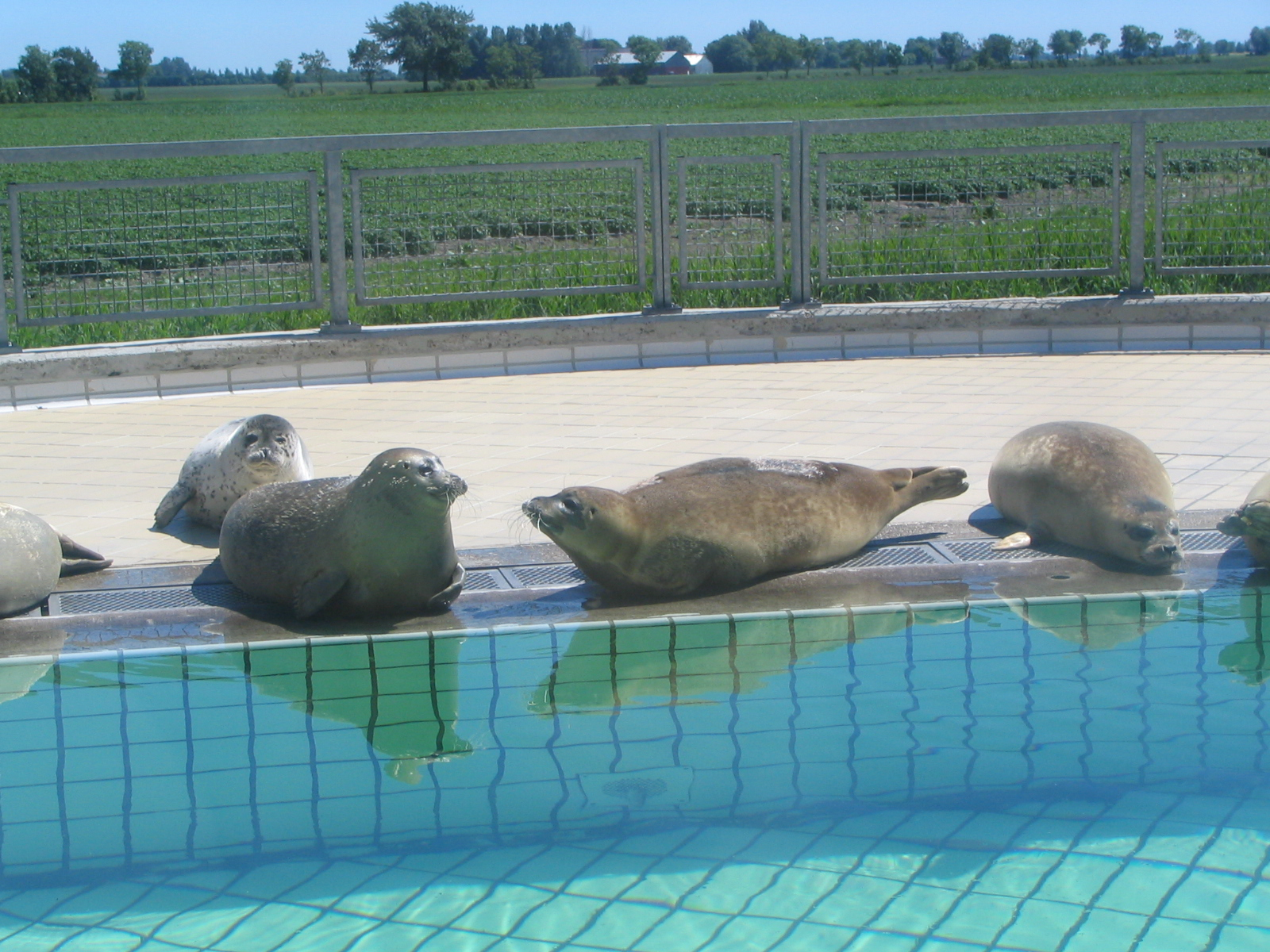
Тюлений питомник

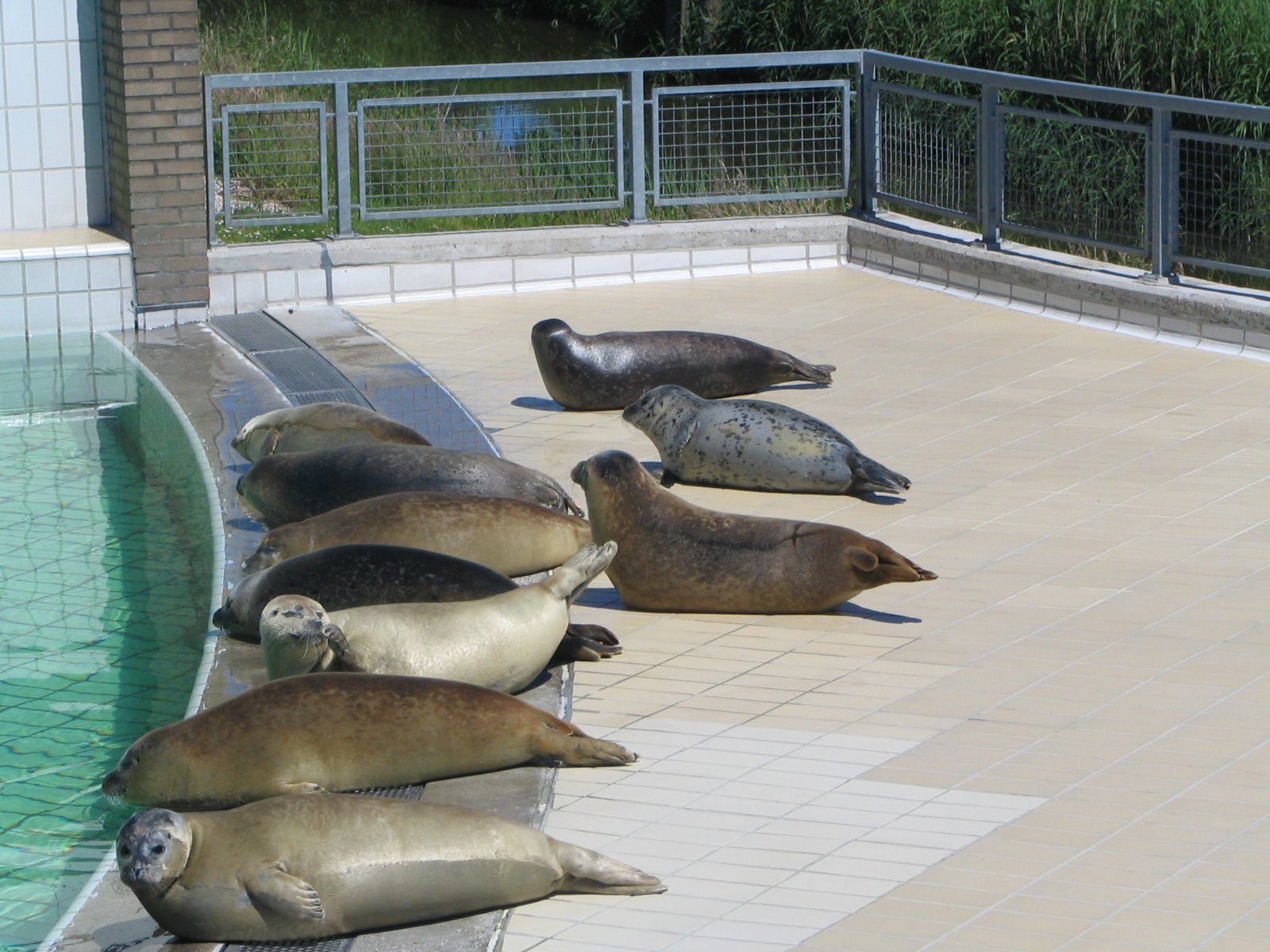

Тюлений питомник (нидерл. Zeehondencrèche Pieterburen) — научно-исследовательский центр по реабилитации и разведению тюленей. Расположен в Питербюрене, населённом пункте общины Де-Марне на севере Нидерландов в провинции Гронинген.
Был основан натуралисткой Л. Харт и её коллегами. Изначально здесь содержались слабые и больные тюлени, обнаруженные в заливе Ваддензе. Центр спасает тюленей, раненных корабельными и лодочными винтами или рыболовными сетями и тех, которые пострадали из-за загрязнения моря. Центр также спасает тюленят-сирот. Все тюлени после реабилитационного периода, который длится от нескольких недель до шести месяцев, выпускаются на волю. Центр также собирает в прилегающей акватории куски рыболовных сетей, которые плавают в море и могут травмировать животных.
Позже животных здесь начали разводить специально. Сегодня здесь обитает около 1750 тюленей, в том числе особи, которые были спасены благодаря лечению в питомнике.
Здесь находится выставочный центр Вадденцентрум (Wadden-centrum), а при нём — справочная служба для туристов, желающих совершить прогулку по низинам в окрестностях залива Ваддензе.
Центр открыт для посетителей ежедневно.